# Chilotrogus panotrogoides
Chilotrogus panotrogoides är en skalbaggsart som beskrevs av Edmund Reitter 1905. Chilotrogus panotrogoides ingår i släktet Chilotrogus och familjen Melolonthidae. Inga underarter finns listade i Catalogue of Life.